# 251A busz (Budapest)
A budapesti 251A jelzésű autóbusz a Kelenföld vasútállomás és a Városház tér között közlekedik. A viszonylatot a Budapesti Közlekedési Vállalat üzemelteti. A járműveket a Kelenföldi autóbuszgarázs állítja ki.

## Története
A járat 2015. március 16-ától közlekedik. A korábbi 251-es járat helyett négy járat jár felváltva, különböző útvonalakon:
241: Lomnici utca – Savoya Park
241A: Lomnici utca – Városház tér
251: Kelenföld vasútállomás M – Savoya Park
251A: Kelenföld vasútállomás M – Városház tér
2019. augusztus 5-étől munkanapokon egész nap közlekedik.
2020. április 1-jén a koronavírus-járvány miatt bevezették a szombati menetrendet, ezért a vonalon a forgalom szünetelt. Az intézkedést a zsúfoltság miatt már másnap visszavonták, így április 6-ától újra a tanszüneti menetrend van érvényben, a szünetelő járatok is újraindultak.
2023. április 1-jétől a 241-es és 241A busz helyett teljes üzemidőben a 251-es, 251A, illetve a munkanapi csúcsidőszakokban az ezeket is helyettesítő 251E viszonylat fog közlekedni Kelenföld és Budafok között.

## Útvonala
| Városház tér felé |
| Kelenföld vasútállomás M vá. – Zelk Zoltán út – Péterhegyi út – Egér út – Péterhegyi út – Horogszegi határsor – Tordai út – Tegzes utca – Hittérítő út – Vincellér út – Tatárka utca – Panoráma utca – Plébánia utca – Savoyai Jenő tér – Kossuth Lajos utca – Kuruc köz – Városház tér – Városház tér vá.                 |
| Kelenföld vasútállomás felé |
| Városház tér vá. – Városház tér – Mihalik Sándor utca – Mária Terézia utca – Törley tér – Anna utca – Plébánia utca – Panoráma utca – Tatárka utca – Vincellér út – Hittérítő út – Tegzes utca – Tordai út – Horogszegi határsor – Péterhegyi út – Egér út – Péterhegyi út – Zelk Zoltán út – Kelenföld vasútállomás M vá. |

## Megállóhelyei
Az átszállási kapcsolatok között az azonos útvonalon, de hosszabb útvonalon közlekedő 251-es busz, illetve a munkanapi csúcsidőszakokban közlekedő 251E járat nincs feltüntetve.
| 0  |                                 | Kelenföld vasútállomás M végállomás | 19                             | 1, 19, 49 8E, 40, 40B, 40E, 53, 58, 87, 87A, 88, 88A, 101B, 101E, 108E, 141, 150, 150B, 153, 154, 172, 173, 187, 188, 188E, 250, 250B, 272 689, 691, 710, 712, 715, 720, 722, 724, 725, 727, 731, 732, 734, 735, 736, 760, 762, 763, 764, 767, 770, 774, 775, 778, 779, 798, 799 S10 G10 S12 S30 G30 Z30 S34 S35 S36 S40 G40 Z40 S42 Z42 G43 G44 IC, EC, EN, sebesvonat, gyorsvonat, expresszvonat, |
| 0  | Zelk Zoltán út (Menyecske utca) | 18                                  | 150, 150B, 153, 154, 250, 250B | |
| 1  | Igmándi utca                    | 17                                  | 150, 150B, 153, 250, 250B      | |
| 2  | Őrmezei út                      | 16                                  | 150, 150B, 153, 250, 250B      | |
| 4  | Bolygó utca                     | 14                                  | 150, 150B, 153, 250, 250B      | |
| 4  | Olajfa utca                     | 13                                  | 150, 150B, 250, 250B           | |
| 5  | Kápolna út                      | 12                                  | 150, 150B, 250, 250B           | |
| 5  | Kelenvölgy-Péterhegy            | 11                                  | 150, 150B, 250, 250B 41        | |
| 7  | Tordai út                       | 9                                   | 150, 150B, 250, 250B           | |
| 9  | Szabina út                      | 9                                   | 150, 150B, 250, 250B           | |
| 9  | 0                               | Lomnici utca induló végállomás (↓)  | 8                              | 150B |
| 10 | 1                               | Tatárka utca                        | 7                              | |
| 11 | 2                               | Alkotmány utca                      | 6                              | |
| 12 | 3                               | Galamb utca                         | 5                              | |
| 13 | 4                               | Plébánia utca                       | 3                              | |
| ∫  | ∫                               | Savoyai Jenő tér (Plébánia utca)    | 2                              | |
| ∫  | ∫                               | Savoyai Jenő tér (Törley tér)       | 1                              | 250B |
| 14 | 5                               | Savoyai Jenő tér                    | 1                              | 33, 58, 114, 133E, 141, 158, 213, 214, 250, 250B 47, 56 |
| ∫  | ∫                               | Budafoki Szomszédok Piaca           | 0                              | 33, 58, 114, 133E, 141, 158, 213, 214, 250, 250B 47, 56 S30 G30 S34 S35 S36 S40 S42 G43 G44 (Budafok megállóhely) |
| 16 | 7                               | Városház tér                        | ∫                              | 33, 58, 114, 133E, 141, 158, 213, 214, 250, 250B 47, 56 S30 G30 S34 S35 S36 S40 S42 G43 G44 (Budafok megállóhely) |
| 17 | 8                               | Városház tér végállomás             | 0                              | 33, 58, 114, 133E, 141, 158, 213, 214, 250, 250B 47, 56 S30 G30 S34 S35 S36 S40 S42 G43 G44 (Budafok megállóhely) |